# 457818 Ramírezmoreta
457818 Ramírezmoreta è un asteroide della fascia principale. Scoperto nel 2009, presenta un'orbita caratterizzata da un semiasse maggiore pari a 2,690567 UA e da un'eccentricità di 0,196518, inclinata di 16,231596° rispetto all'eclittica.